# Fly IQ442 Miracle
Fly IQ442 Miracle — смартфон с поддержкой 2 SIM-карт толщиной 9,9 мм. Оснащён 4-дюймовым ёмкостным сенсорным IPS-дисплеем, отображающим до 16 млн цветов, с разрешением 480 х 800 пикселей. Смартфон Fly IQ442 Miracle работает на базе операционной системы Android 4.0. Объём оперативной памяти устройства составляет 512 МБ, а встроенную флеш-память можно расширить с помощью карт памяти microSDHC (до 32 ГБ). На и после 11 прошивке ОП равна 1,5 ГБ. Fly IQ442 Miracle обладает набором стандартов для выхода в Интернет: GPRS/EDGE, также устройство даёт возможность пользователю подключиться к сети через 3G и Wi-Fi. Основная 5-мегапиксельная камера обладает обширным набором режимов (авто, ночь, закат, вечеринка, портрет, пейзаж, ночной портрет, театр, пляж, снег, устойчивая фотосъёмка, фейерверк, действие, свет свечи, HDR, панорама) и дополнительных эффектов, а также записывает видео HD-качества с разрешением до 1280x720 пикселей. Фронтальная камера с разрешением 0,3 мегапикселя может быть использована для видеосвязи.

## Клоны
Название у фактического ODM-производителя: Tinno S8073.
Продаётся другими брендами под названиями:
- Wiko Cink Slim (Франция),
- I-Mobile I-Style Q3 (Таиланд),
- Ninetology Black Pearl 2 (Малайзия),
- QMobile Miracle Tender (Пакистан),
- MyPhone A848i Duo (Филиппины).

## Версия Android
В базовой поставке идёт Android 4.0.4 «Ice Cream Sandwich». Первоначально заявлялся выпуск в апреле 2013 года прошивки на версии Android 4.1 «Jelly Bean»; но позднее компания Fly отказалась от этого намерения.
Прошивка с Jelly Bean была выпущена для французского клона смартфона — Wiko Cink Slim, однако её установка может лишить гарантии.